# اچ‌ام‌اس لا هوگ (۱۸۱۱)
اچ‌ام‌اس هوگو (۱۸۱۱) (به انگلیسی: HMS Hogue (1811)) یک کشتی بود که طول آن ۱۷۶ فوت (۵۴ متر) بود. این کشتی در سال ۱۸۱۱ ساخته شد.